# Пшезводи (Малопольське воєводство)
Пшезводи (пол. Przezwody) — село в Польщі, у гміні Прошовиці Прошовицького повіту Малопольського воєводства.
Населення — 311 осіб (2011).
У 1975-1998 роках село належало до Краківського воєводства.

## Демографія
Демографічна структура станом на 31 березня 2011 року:
|          | Загалом | Допрацездатний вік | Працездатний вік | Постпрацездатний вік |
| -------- | ------- | ------------------ | ---------------- | -------------------- |
| Чоловіки | 161     | 35                 | 109              | 17                   |
| Жінки    | 150     | 20                 | 100              | 30                   |
| Разом    | 311     | 55                 | 209              | 47                   |